# Astidamas el Joven
Astidamas el Joven (en griego antiguo: Ἀστυδάμας), o a veces Astidamas Menor, fue un poeta trágico de la Antigua Grecia, que vivió en Atenas y fue, con mucho, el dramaturgo más célebre y prolífico del siglo IV a. C. Estuvo activo desde el 373 a. C. hasta el 340 a. C. aproximadamente.

## Vida
Astidamas formaba parte de una extensa familia teatral multigeneracional. Era hijo de Astidamas el Viejo, que también fue dramaturgo, aunque menos conocido, y con quien muchas fuentes antiguas lo confunden a menudo. Esto lo convertía en sobrino nieto del renombrado trágico Esquilo, así como bisnieto del trágico Filocles. También tuvo un hermano llamado Filocles el Joven, que también fue poeta trágico. Su abuelo Mórsimo también fue poeta trágico. A menudo se describe a la familia como «una de las familias teatrales más notables de la historia de Ática».
Fue discípulo del retórico Isócrates, escribió 240 tragedias y obtuvo el primer premio en quince ocasiones en los festivales teatrales de las Dionisias y Leneas y otros festivales teatrales, obteniendo su primera victoria en 372 a. C.
La enciclopedia del siglo X conocida como la Suda atribuye este logro al mayor de los Astidamas, pero otras fuentes indican que el quince veces ganador fue contemporáneo y competidor del poeta trágico Teodectes, por lo que debió de ser el más joven.
Hubo un tragediógrafo posterior llamado Astidamas que pudo ser hijo o nieto de este Astidamas.

## Reputación
Aunque no se conserva ninguna de sus obras, y los eruditos modernos no encuentran en los fragmentos restantes mucho digno de elogio, es indudable que Astidamas fue extremadamente popular en su época, y hay pruebas de que sus obras se seguían representando siglos después de su muerte. Fue mencionado por Aristóteles en su Poética, y el historiador Plutarco escribió que su tragedia Héctor era una obra maestra al nivel de cualquiera de Esquilo o Sófocles.  Es uno de los poetas trágicos cuyas fechas están inscritas en la Crónica de Paros.

## Controversia
En el año 340 a. C., su obra Partenopeo fue representada en Atenas, con el gran actor Tésalo en un papel estelar, y los atenienses adoraron tanto la obra que otorgaron a Astidamas una estatua de bronce en el Teatro de Dionisos, convirtiéndolo en el primer dramaturgo conocido en recibir este honor (conocemos otros cuatro).  Astidamas escribió entonces unos versos jactanciosos en la base de la estatua —a saber, que «no tenía rivales dignos de sus poderes», y que «debería haber nacido en la época de los grandes poetas de antaño»— que irritaron a los atenienses, que borraron su einscripción, aunque estas líneas fueron inmortalizadas más tarde como un epigrama en la Antología griega. Este episodio fue objeto de burla por parte de comediantes de la Antigua Grecia posteriores, y dio lugar al antiguo proverbio griego «Te alabas a ti mismo, igual que Astidamas» (Σαυτὴν ἐπαινεῖς ὥσπερ Ἀστυδάμας ποτέ).
Algunos estudiosos observan que apenas existen referencias contemporáneas a esta controversia —la anécdota no puede remontarse más allá de unas décadas después de la muerte de Astidamas—, por lo que consideran que no debe darse por sentado ciegamente que el suceso ocurriera como se describe, o que ocurriera en absoluto.
Existe una base e estatua inscrita procedente del Teatro de Dioniso con la inscripción Ἀστυ[δάμας], y generalmente se asocia a este episodio histórico.

## Obras conocidas
- Aquiles (Ἀχιλλεύς)
- Áyax el Grande (Αἴας μαινόμενος)
- Alcmeón (Ἀλκμαίων)
- Alcmena (Ἀλκμήνη)
- Antígona (Ἀντιγόνη)
- Atamante (Ἀθάμας)
- Los epígonos (Ἐπίγονοι)
- Héctor (Ἕκτωρ)
- Hermes (Ἑρμῆς)
- Licaón (Λυκάων)
- Nauplio (Ναύπλιος)
- Palamedes (Παλαμήδης)
- Partenopeo (Παρθενοπαῖος)
- El Fénix (Φοῖνιξ)
- Heracles satírico (Ἡρακλῆς σατυρικός)
- Tiro (Τυρώ)